# Terret Noir

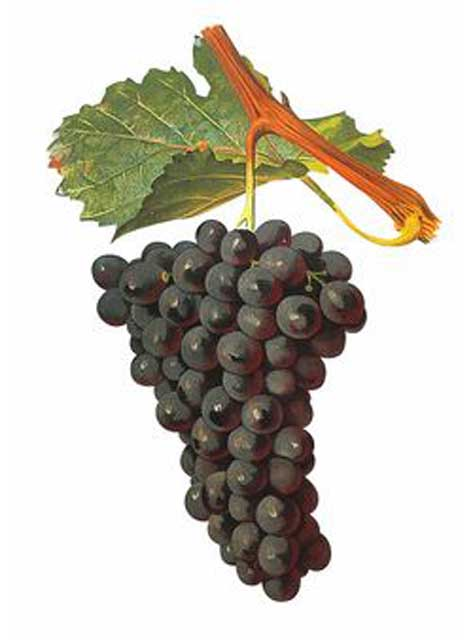
Terret Noir im Buch von Viala & Vermorel

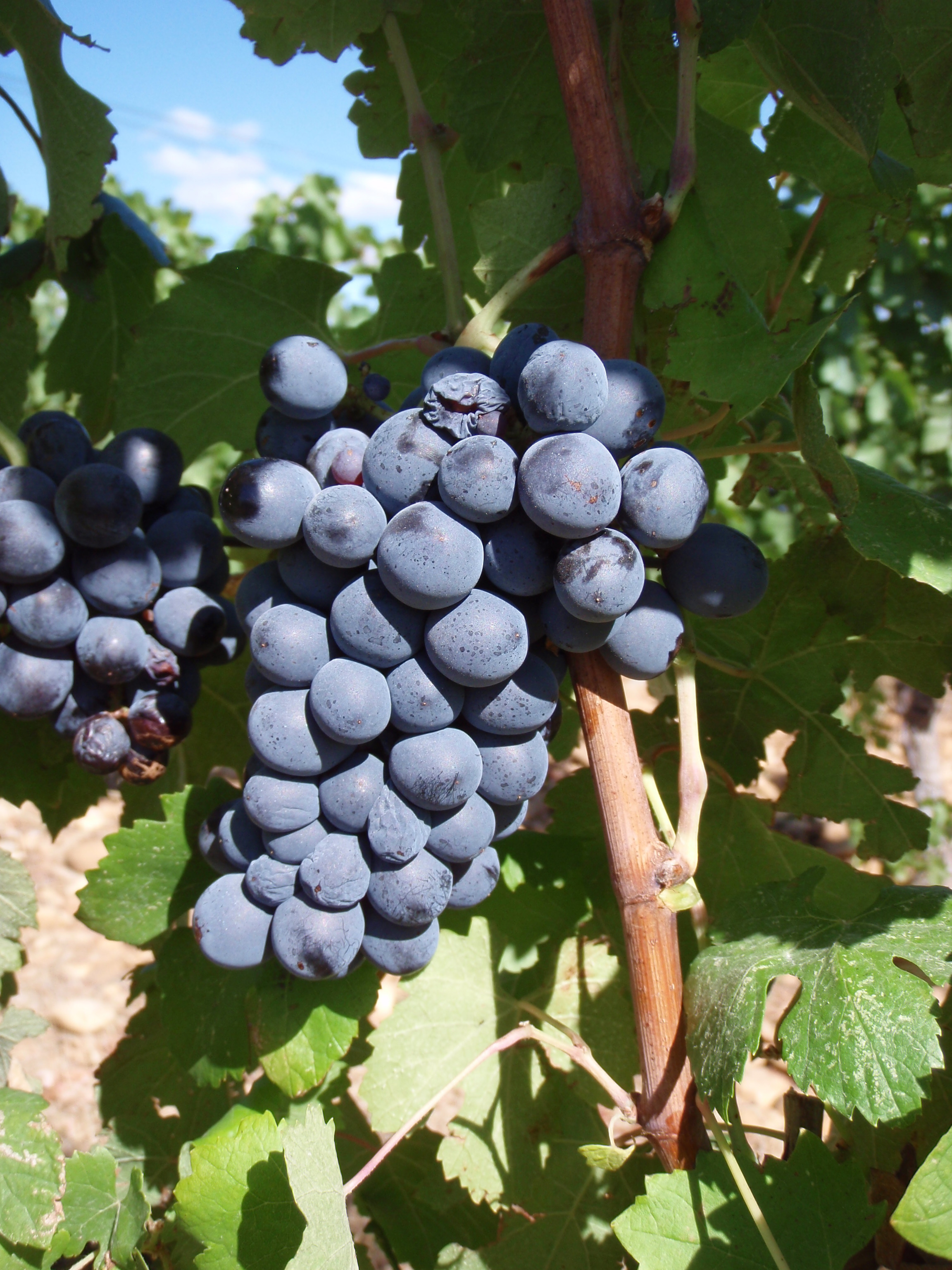
Terret Noir

Terret Noir ist eine Rotweinsorte, die zu den 13 für den Châteauneuf-du-Pape zugelassenen Sorten gehört, sie ist aber aufgrund der Krankheitsanfälligkeit nicht mehr weit verbreitet. 1979 waren noch 1150 ha mit Terret Noir bestückt. Bis 2007 ist ihre Rebfläche auf 189 ha zurückgegangen. (Quelle ONIVINS)
Sie hat eine gute Struktur mit einem kräftigen Säuregerüst; die Weine duften angenehm, sind leicht und haben eine helle Farbe. Sie ergänzen somit in idealer Form die kräftigen Grundweine aus Grenache oder Mourvèdre, mit denen sie häufig im Verschnitt eingesetzt wird.
Ihre Heimat liegt in der Weinbauregion Rhône, wo sie neben dem Châteauneuf-du-Pape Eingang in den Wein des Côtes du Rhône findet. Sie wird aber auch in den Languedoc –  Appellationen Minervois, Corbières und Coteaux-du-Languedoc eingesetzt. Kleinere Anpflanzungen sind in Australien bekannt.
Die Rebsorte Terret Noir ist wie seine verwandten Sorten Terret Gris und Terret Blanc eine Mutation der alten Sorte Terret.
Siehe auch die Artikel Weinbau in Frankreich (→ Languedoc (Weinbaugebiet) und Rhône (Weinbaugebiet)) und Weinbau in Australien sowie die Liste von Rebsorten.
Abstammung: Spielart von Terret
Synonym: Terret du Pays

## Ampelographische Sortenmerkmale
In der Ampelographie wird der Habitus folgendermaßen beschrieben:
- Die Triebspitze ist offen. Sie ist stark weißwollig bis filzig behaart, grünlich mit leicht rötlichfarbenem Anflug (Anthocyanflecken). Die bronzefarben gefleckten, blasigen Jungblätter sind nur leicht behaart.
- Die mittelgroßen und dicken Blätter sind fünflappig und mäßig tief gebuchtet. Die Stielbucht ist lyren-förmig offen, wobei die Spitzen am Ende der Stielbucht leicht überlappen. Das Blatt ist stumpf gezahnt. Die Zähne sind im Vergleich zu anderen Rebsorten mittelweit gesetzt. Im Herbst färbt sich das Laub leicht rötlich.
- Die konus- bis walzenförmige Traube ist mittelgroß bis groß und dichtbeerig. Die länglichen Beeren sind mittelgroß und von schwarz-blauer Farbe.

Die Rebsorte reift ca. 30 – 35 Tage nach dem Gutedel und gilt somit als spät reifend.
Die Sorte ist anfällig gegen den Echten Mehltau, den Falschen Mehltau, wird jedoch kaum von der Grauschimmelfäule betroffen. Der Ertrag der Sorte liegt unter dem seiner nahen Verwandten Terret Gris und Terret Blanc.